# Schietpartij in Örebro
Op 4 februari 2025 vond een schietpartij plaats op een school voor volwassenen in de Zweedse stad Örebro. De schietpartij begon rond 12:30 uur op de school Campus Risbergska. Er vielen elf doden, onder wie de schutter. De schutter was onbekend bij de politie en had geen strafblad.

## Gebeurtenissen
De politie werd om 12:33 uur lokale tijd opgeroepen. De dader en de politie wisselden vuurschoten uit, maar geen politieagenten raakten gewond. Aftonbladet meldde dat een automatisch wapen werd gebruikt tijdens de schietpartij. De dader zou zijn wapens in een gitaarhoes hebben verstopt en voorafgaand aan de schietpartij een militaire outfit hebben aangetrokken in de toiletten van het opleidingscentrum. De schietpartij duurde volgens getuigen minstens een half uur.
Maria Pegado, een lerares van de school, vertelde dat ze de schoten had gehoord en met haar vijftien leerlingen via de gang was ontsnapt. Ingela Bäck Gustafsson, de directeur van de school, zat te lunchen toen de leerlingen paniekerig binnenkwamen en iedereen vroegen te evacueren. Zij en andere mensen zochten hun toevlucht in de personeelskamer van Myrorna, een tweedehandswinkel in de buurt. Lena Warenmark, een andere lerares van de school, verklaarde dat er minder leerlingen dan normaal in het gebouw waren op het moment van de schietpartij, omdat veel leerlingen na een nationaal examen naar huis waren gegaan. De leerlingen van het centrum en naburige scholen bleven enkele uren binnen voordat ze geleidelijk werden geëvacueerd.
De Zweedse autoriteiten gaven aan dat de verdachte alleen had gehandeld en dat hij omgekomen was tijdens de schietpartij.

## Slachtoffers
De vermoorde slachtoffers varieerden in leeftijd van 28 tot 68 jaar en kwamen allemaal uit de provincie Örebro. Verschillende slachtoffers hadden een buitenlandse nationaliteit. Zo bevonden zich onder de tien slachtoffers van de dader een Bosniër en een Syriër.
Zes mensen raakten gewond, waarvan vijf ernstig. Allemaal verkeren ze echter in stabiele toestand.
Het centrum waar de aanval plaatsvond, biedt onderwijs aan volwassenen die hun studie niet hebben afgemaakt of die betere cijfers willen behalen om toegang te krijgen tot het hoger onderwijs.

## Dader
De dader handelde alleen. De Zweedse politie heeft weinig informatie vrijgegeven over de aanvaller en heeft zijn identiteit niet bekendgemaakt, maar volgens verschillende media zou zijn naam Rickard Andersson zijn.
Hij was een 35-jarige man die onbekend was bij de politie. Hij had psychische problemen, leefde geïsoleerd van de samenleving en had geen inkomen. Hij was meerdere keren afgewezen door het leger. Hij zou eerder zijn ingeschreven in het centrum waar het bloedbad plaatsvond. Hij had een vergunning voor het dragen van wapens en bezat legaal de jachtgeweren die hij voor de schietpartij gebruikte. Het is onbekend welke redenen de dader had om de schietpartij te starten.

## Reacties
Ulf Kristersson, de Zweedse premier, verklaarde dat het de "ergste massamoord in de geschiedenis van het land" was.
Koning Carl XVI Gustaf en koningin Silvia bezochten Örebro en legden bloemen neer bij de plaats van de schietpartij.

Lokale politici en wereldleiders, waaronder koning Frederik X van Denemarken, de voorzitter van de Europese Commissie Ursula von der Leyen en de Noorse premier Jonas Gahr Støre, brachten hun condoleances over.